# Nationalpark Bamingui-Bangoran
Der Nationalpark Bamingui-Bangoran liegt in der Präfektur Bamingui-Bangoran im Norden der Zentralafrikanischen Republik an der Grenze zum Tschad. Er wurde 1979 gegründet und bedeckt eine Fläche von 11.191,1 km². Der Park wird von dem 860 km² großen Vassako-Bolo-Naturschutzgebiet sowie den Biosphärenreservaten Gribingui-Bamingui  mit 4.380 km² im Westen und Koukourou-Bamingui (auch: Kuokuorou-Bamingui-Reservat) mit 1.100 km² im Süden umschlossen. Ebenfalls zu diesem Ökosystem gehört das 1750 km² umfassende Avakaba-Gebiet im Norden. Der Fluss Bamingui bildet die westliche und südliche Grenze, der Fluss Bangoran die nördliche Grenze und die Straße von Kaga-Bandoro nach Ndélé die östliche Grenze des Nationalparks. Der Jahresniederschlag beträgt 800 bis 900 mm. Aufgrund der großen Vielfalt an klimatischen Gegebenheiten ist die Anzahl der Tier- und Pflanzenarten sehr hoch.

## Landschaft und Vegetation
Der Nationalpark liegt auf einer Ebene mit einem Höhenniveau von 350 bis 450 Metern über dem Meeresspiegel. Auch Inselberge aus Granit sind aufzufinden. Der Norden wird vom Vegetationstyp der Östlichen Sudan-Savanne, der Süden von der Nördlichen Kongo-Wald-Savanne bestimmt. 80 % des Nationalparkes sind Waldgebiete, hingegen 19 % Busch- und Grassavannen. Die dominierenden Baumarten sind Terminalia laxiflora, Isoberlinia doka und Anogeissus leiocarpus. Entlang der Flüsse dehnen sich schmale Galeriewälder aus, die mit aus südlicher gelegenen Regenwäldern stammenden Bäumen durchsetzt sind. Im Anschluss an die Regenzeit sind auch Sumpfgebiete vorhanden. Im Norden des Nationalparks liegen Grassavannen, die mit Bäumen der Arten Mitragyna inermis, Lophira lanceolata und Crossopteryx febrifuga einen spärlichen Baumbewuchs aufweisen.

## Tierwelt
Es lebt eine große Anzahl an Wildtieren in den Grenzen des Nationalparks, darunter Löwen, Leoparden, Afrikanische Wildhunde, Tüpfel- und Streifenhyänen sowie einige Affenarten. Afrikanische Büffel kommen in großer Zahl vor, außerdem Riesen-Elenantilopen, mehrere Duckerarten und Wasserböcke sowie Kuh-, Leier- und Pferdeantilopen. In den Zonen der Galeriewälder lebt auch der Bongo. Es soll sogar noch Spitzmaulnashörner geben. 1982 betrug der Elefantenbestand 3680 Individuen, denen die Abgeschiedenheit sowie geeignete Futter- und Wasservorkommen zugutekommen. Bei Zählungen in den 1990er Jahren wurden 374 Vogelarten aufgezeichnet. Der Nationalpark hat zusammen mit den angrenzenden Schutzgebieten den Status einer Important Bird Area inne.